# 8,8-cm-KwK 43

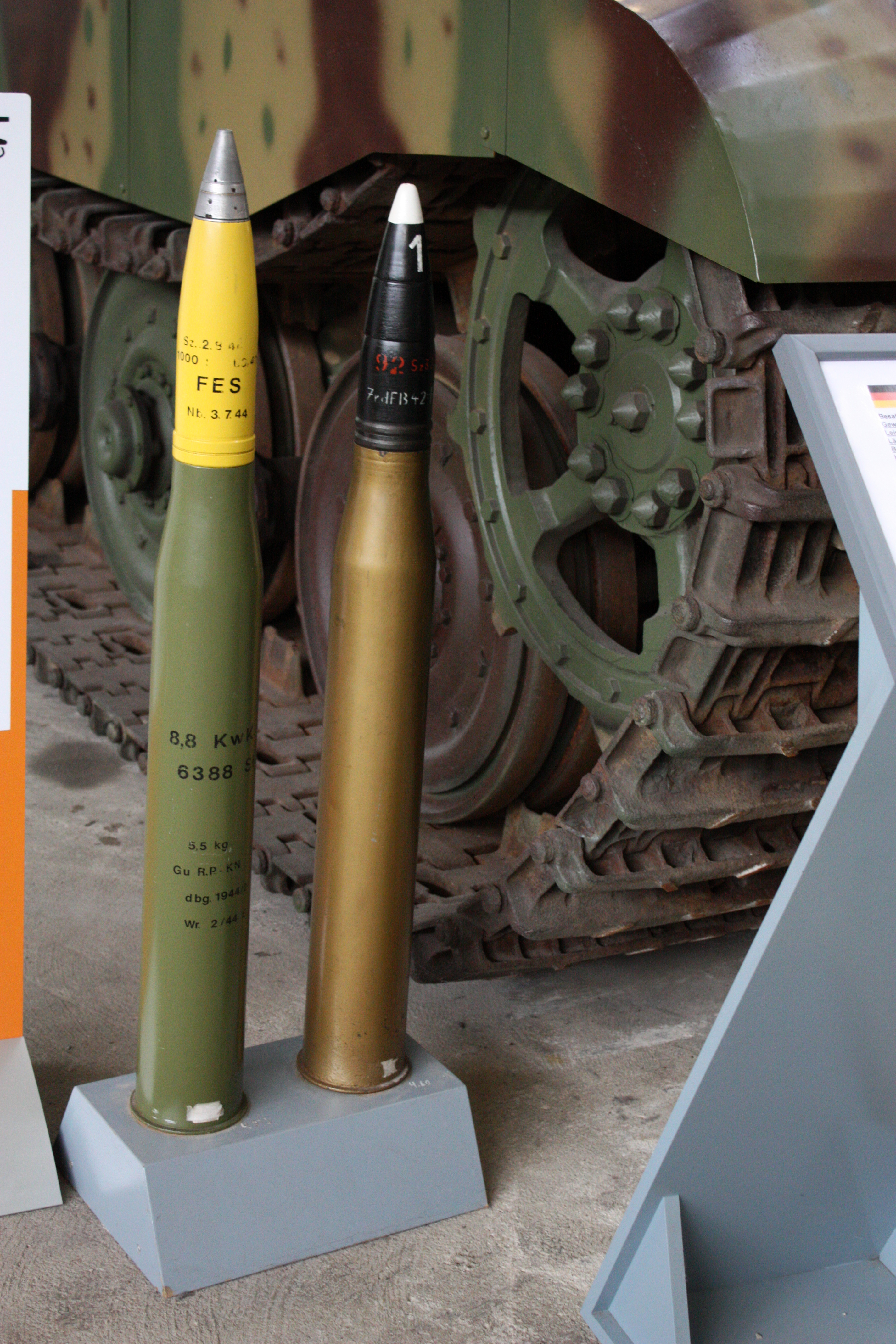
88 × 822 mm R Granatpatronen

Die Kampfwagenkanone 43 L/71 (kurz KwK 43) – und für Jagdpanzer auch PjK 43 (Panzerjägerkanone 43) – war eine während des Zweiten Weltkriegs entwickelte deutsche, halbautomatische Kampfwagenkanone mit elektrischer Abfeuerung im Kaliber 8,8 cm.

## Aufbau & Funktion
Der Hauptteil des Geschützes ist ein zweiteiliges Vollrohr. Dieses besteht aus zwei einzelnen, ineinandergesteckten Rohrteilen, die durch einen Keil gegen Verdrehung gesichert und durch eine Spannmutter zusammengehalten werden. Das vordere Rohrteil verjüngt sich und ist am Ende mit einem Gewinde versehen, auf das die Mündungsbremse aufgeschraubt ist. Das Innere des Rohres ist gezogen. Das 71 Kaliber lange Rohr ist über eine Länge von 55,8 Kalibern gezogen (32 Züge/Felder).
Das hintere Rohrteil ist zylindrisch und sitzt in einer Rohrwiege. Diese dient neben der Führung und Lagerung des Rohres auch zur Aufnahme der Rohrbremse und des Rohrvorholers, der elektrischen Einrichtung, des Zielfernrohrs (Turmzielfernrohr 9 d) sowie weiterer Baugruppen.
Am hinteren Ende des Rohres sitzt ein ebenfalls durch eine Spannmutter gesichertes, leicht abnehmbares Bodenstück, das zur Aufnahme des Verschlusses sowie der Bewegungseinrichtung dient. Der Verschluss ist ein halbautomatischer Fallblockverschluss, der vor der ersten Schussabgabe manuell geöffnet werden muss. Nach dem Abfeuern öffnet er sich kurz vor dem beendeten Vorlauf selbstständig und wirft die leere Hülse aus. Nach dem Laden schließt der Verschluss selbsttätig. Der automatische Verschlussbeweger kann ein- und ausgeschaltet werden, sodass der Verschluss auch von Hand geöffnet oder geschlossen werden kann. Ein unbeabsichtigtes Öffnen wird hierbei durch eine Sicherung verhindert. Nach dem Abfeuern der Waffe sorgt eine Rohrausblasvorrichtung  mit Pressluft dafür, dass verbleibende Pulvergase aus der leeren Hülse und dem Rohr entfernt werden.
Die Rohrbremse ist nach dem Abfeuern dafür zuständig, den Rücklauf des Rohres abzubremsen. Sie besteht im Wesentlichen aus einem hydraulischen Bremszylinder mit einem Kolben, der über eine Kolbenstange mit dem Rohr verbunden ist. Das hydraulische System der Rohrbremse ist mit etwa 6 Litern braun-ark (Bremsflüssigkeit) gefüllt. Nach dem Rücklauf des Rohres wird über ein hydraulisches System Luft in einem Behälter komprimiert, die beim Entspannen das Rohr wieder in eine schussbereite Position bringt. Dieses System enthält etwa 5,3 Liter braun-ark.
Die elektrische Einrichtung umfasst mehrere Sicherheitsschalter, die den Stromkreis unterbrechen und ein Abfeuern der Waffe verhindern. Dies geschieht in erster Linie beim Rücklauf des Rohres nach dem Abfeuern, aber auch, wenn der Verschluss geöffnet ist oder beim Laden der Hülsenfang abgeklappt wird. Zusätzlich dient eine Kontroll- und Signallampe an der linken Seite der Rohrwiege zur Überwachung der Stromzufuhr bzw. Feuerbereitschaft.

## Versionen und Erstausrüstung
Je nach Einsatz erhielt die Kanone in Panzern unterschiedliche Abkürzungen KwK, PaK, PjK oder StuK. Im Panzerkampfwagen VI Tiger II trug sie die Bezeichnung 8,8-cm-KwK 43 und war von Beginn an serienmäßig vorgesehen. Im Bereich der Jagdpanzer ist die Verwendung der Abkürzungen in der Literatur nicht einheitlich. Unter der Bezeichnung 8,8-cm-PaK/PjK/StuK 43 wurde die Kanone in Jagdpanzern eingesetzt, wie beispielsweise dem Jagdpanther oder dem schweren Panzerjäger Tiger (P) „Ferdinand“. Der Panzerjäger Hornisse/Nashorn war der erste Kampfwagen, der serienmäßig mit dieser Kanone ausgerüstet war. Die erste Version der Kanone hatte ein einteiliges Rohr. Später wurde eine Version mit geteiltem Rohr und geänderter Rücklaufbremse entwickelt, u. a. zum Einsatz im Jagdpanther ab Oktober 1944.
Die Panzerabwehrversion der Waffe war die 8,8-cm-PaK 43.

## Design und Entwicklung
Die Kanone wurde aus der gleichkalibrigen 8,8-cm-KwK 36 (L/56), die als Turmkanone im Kampfpanzer Tiger I Verwendung fand, entwickelt. Sie hatte eine größere Kaliberlänge, nämlich L/71 anstatt L/56, wodurch das Rohr mit 624,8 cm mehr als 130 cm länger war. Mit der Kaliberlänge stieg die Mündungsgeschwindigkeit und damit auch die Durchschlagskraft. Die Granatpatrone (88 × 822 mm R (R = Rand-Kartusche)) war ebenfalls deutlich länger und somit leistungsfähiger als die der KwK 36, was die Mündungsgeschwindigkeit nochmals steigerte. Alle Kanonen der Serie PaK/KwK 43 konnten die gleiche Munition verwenden.
Die ersten KwK 43 und PaK 43 waren anfangs serienmäßig mit einem einteiligen Mono-Blockverschluss versehen, der bedingt durch Rohrlänge und damit langem und hohem Gasdruck zu Problemen führen konnte. Das erforderte die Umstellung auf einen aus zwei Teilen bestehenden Verschluss, was kaum Auswirkungen auf die Leistung hatte, jedoch die Wartung und Reparatur vereinfachte.
Erheblich gestiegene operationelle Forderungen an die neue Kanone gingen einher mit Forderungen nach verbesserter panzerbrechender Munition, um den Kampfwert insgesamt zu steigern. Dieses gelang beispielsweise mit dem Projektil der Panzergranate PzGr. 39/43, Typ panzerbrechend mit Kappe und ballistischer Haube, hochexplosiv. Dazu gehörte eine erheblich stärkere Treibladung. Es war abwärtskompatibel zum älteren 10,2 kg schweren Projektil der PzGr. 39-1 (APCBC-HE), das in den Kanonen 8,8-cm-KwK 36 und PaK 43 verschossen wurde. Die stärkere Treibladung vergrößerte die Masse der PzGr. 39/43 auf 10,4 kg. Bis zum vollständigen Obsoleszenzersatz mit dem zweiteiligen Verschluss wurden beide Projektiltypen aus KwK und PaK 43 verschossen. Lediglich der Feuerzyklus mit der PzGr. 39/43 wurde auf 500 Granaten beschränkt. Auch bestand die Möglichkeit, die Treibladung zu verkleinern, was zu einer Druckverringerung führte. Davon waren die folgenden Granattypen nicht betroffen.
- PzGr.39-1 FES & Al, alle bis zum Gewicht: 10,2 kg (9,87 kg, ausgenommen Splitter & Spreng-Ladung)
- PzGr.39/43 FES & Al, alle bis zum Gewicht: 10,4 kg (10,06 kg, ausgenommen Splitter & Spreng-Ladung)

## Einsatz
Die 8,8-cm-KwK 43 war die leistungsstärkste Kampfwagenkanone der deutschen Wehrmacht, die in großen Stückzahlen zum Einsatz kam. Viele Panzerfahrzeuge trugen Versionen dieser Waffe unter verschiedenen Bezeichnungen.
- schwerer Panzer: Panzerkampfwagen VI Tiger II (KwK 43)
- Panzerjäger: Selbstfahrlafette Nashorn (PaK 43/1)
- Jagdpanzer: Jagdpanzer Ferdinand/Elefant (PaK 43/2) und Jagdpanther (PaK 43/3 und 43/4)

Mit dieser 8,8-cm-Kanone ausgerüstete Kampfwagen
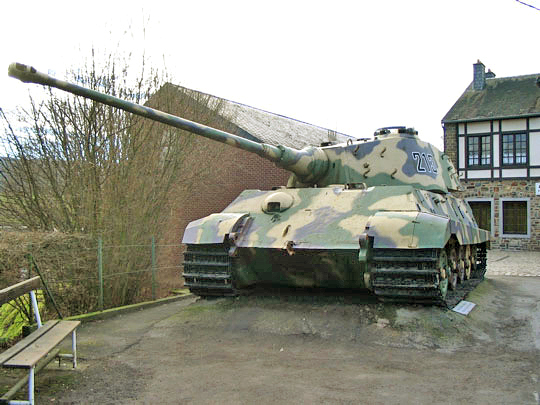
„Tiger II“ mit KwK
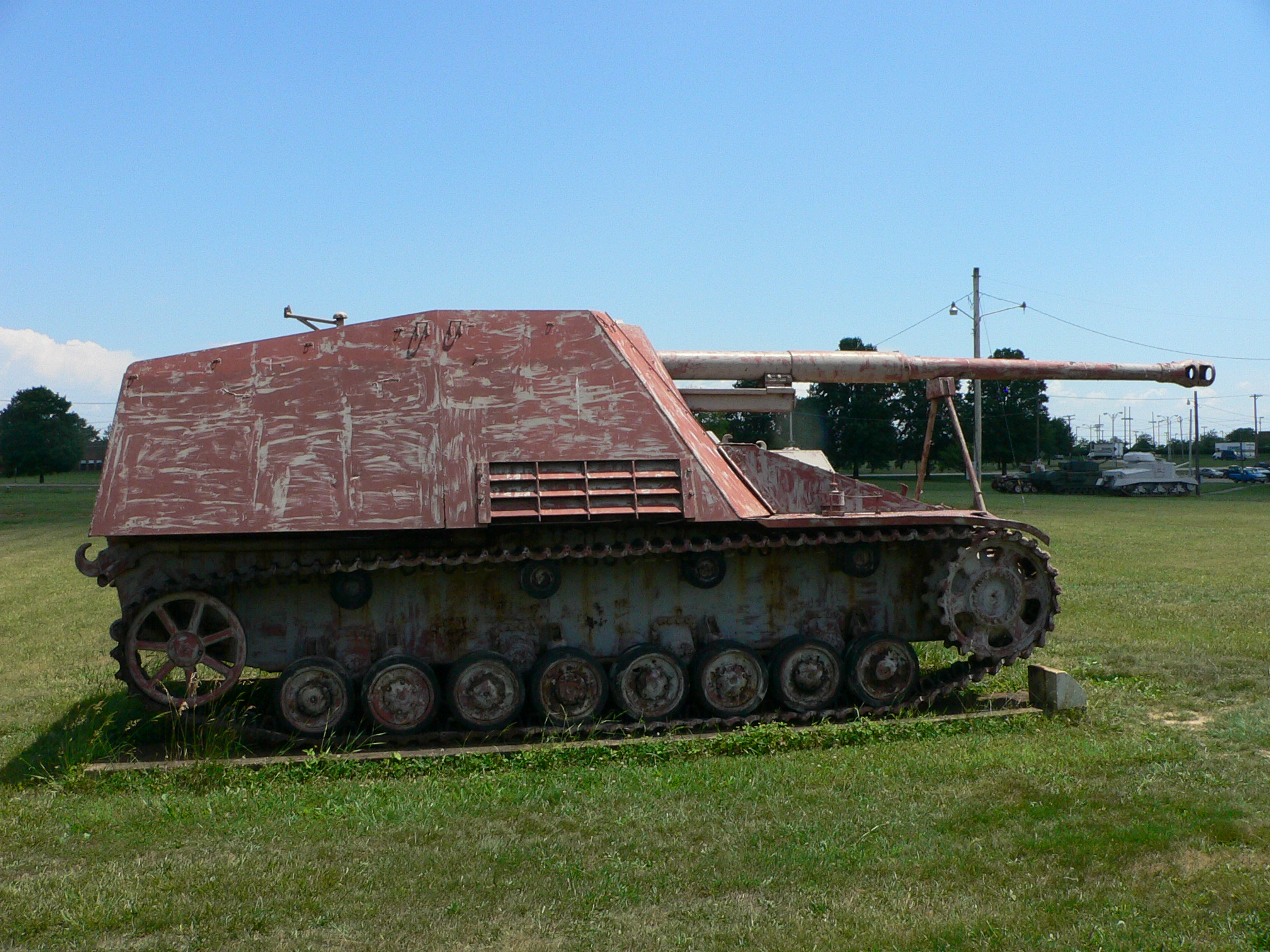
„Nashorn“ mit PaK
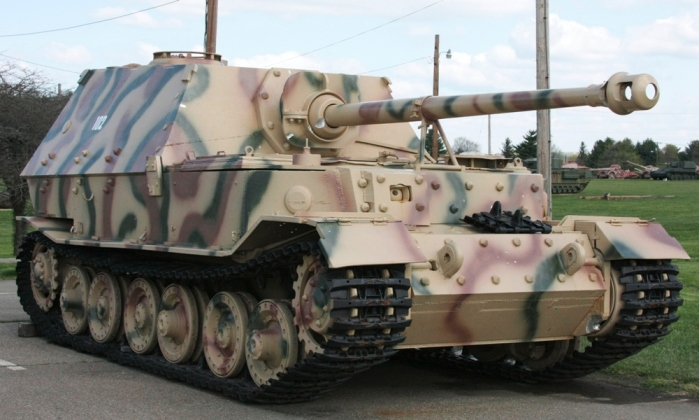
„Ferdinand/Elefant“ mit PjK
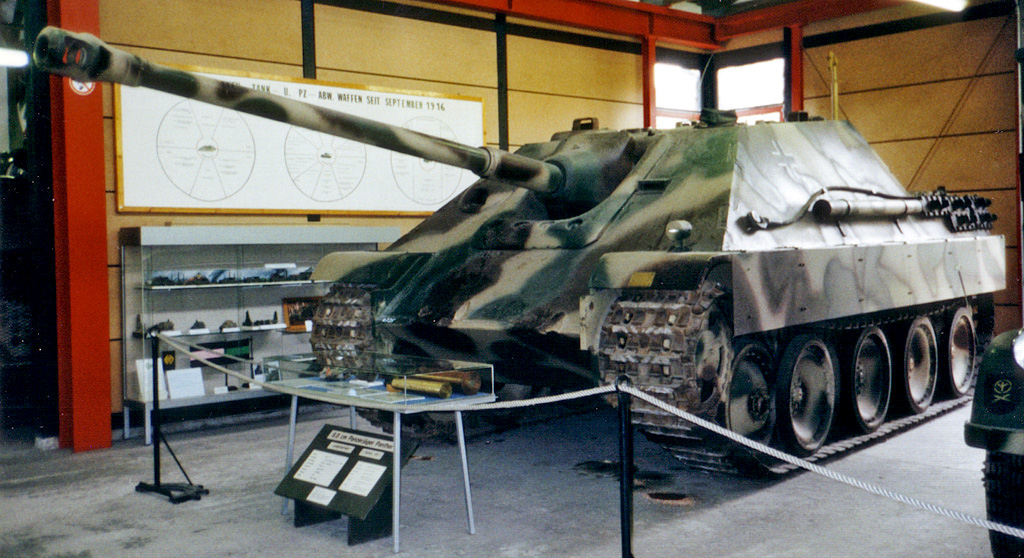
„Jagdpanther“ mit PjK

## Munitionsarten
Mittlere Durchschlagskraft gegen homogene, gewalzte Panzerstahlplatten bei einem Auftreffwinkel von 30° zur Vertikalen des Panzerfahrzeugs.

### Panzergranate 39/43 (8,8 cm PzGr. 39/43)
- Typ: Panzerbrechend mit Kappe und ballistischer Haube, Projektil hochexplosiv (englisch armour-piercing capped ballistic cap – High Explosive round)
- Projektilmasse: 10,16 kg (davon 0,05 kg Sprengladung)
- Mündungsgeschwindigkeit: 1.000 m/s

| Entfernung (m) | Durchschlag (mm) | Wahrscheinlichkeitswerte gegen ein 2,5 m × 2 m großes Ziel (in %) | Wahrscheinlichkeitswerte gegen ein 2,5 m × 2 m großes Ziel (in %) |
| Entfernung (m) | Durchschlag (mm) | Training                                                          | Kampfeinsatz                                                      |
| -------------- | ---------------- | ----------------------------------------------------------------- | ----------------------------------------------------------------- |
| 100            | 202              | 100                                                               | 100                                                               |
| 500            | 185              | 100                                                               | 100                                                               |
| 1000           | 165              | 100                                                               | 85                                                                |
| 1500           | 148              | 95                                                                | 61                                                                |
| 2000           | 132              | 85                                                                | 43                                                                |
| 2500           | n/a              | 74                                                                | 30                                                                |
| 3000           | n/a              | 61                                                                | 23                                                                |
| 3500           | n/a              | 51                                                                | 17                                                                |
| 4000           | n/a              | 42                                                                | 13                                                                |

### Panzergranate 40/43 (8,8 cm PzGr. 40/43)
- Typ: Hartkernmunition, panzerbrechend (englisch Armour-piercing, composite, rigid – APCR)
- Projektilmasse: 7,5 kg
- Mündungsgeschwindigkeit: 1.130 m/s

| Entfernung (m) | Durchschlag (mm) | Wahrscheinlichkeitswerte gegen ein 2,5 × 2 m großes Ziel (in %) | Wahrscheinlichkeitswerte gegen ein 2,5 × 2 m großes Ziel (in %) |
| Entfernung (m) | Durchschlag (mm) | Training                                                        | Kampfeinsatz                                                    |
| -------------- | ---------------- | --------------------------------------------------------------- | --------------------------------------------------------------- |
| 100            | 238              | 100                                                             | 100                                                             |
| 500            | 217              | 100                                                             | 100                                                             |
| 1000           | 193              | 100                                                             | 89                                                              |
| 1500           | 171              | 97                                                              | 66                                                              |
| 2000           | 153              | 89                                                              | 47                                                              |
| 2500           | n/a              | 78                                                              | 34                                                              |
| 3000           | n/a              | 66                                                              | 25                                                              |

### 8,8 cm SprGr 43 (HE)
- Typ: Sprenggranate, (englisch high explosive)
- Projektilmasse: 9,4 kg (davon 1,0 kg Sprengladung)
- Mündungsgeschwindigkeit: 750 m/s

### 8,8 cm HlGr 39 Hl (HEAT)
- Typ: Hohlladungsgeschoss, panzerbrechend (englisch high explosive, anti-tank)
- Projektilmasse: 7,65 kg
- Mündungsgeschwindigkeit: 600 m/s
- Durchschlagsergebnis: 90 mm

## Gleichwertige Waffen
- Ordnance QF 20-Pfünder, britisch
- D-10T, 100-mm-Panzerkanone, sowjetisch
- 90-mm-Gun M1, US-amerikanisch